# 맨디사
맨디사(Mandisa, 1976년 10월 2일~2024년 4월 18일)는 미국의 가수이다. 아메리칸 아이돌 시즌 9에 참가해 최종 9위를 했다. 앨범 《Overcomer》 로 "현대 기독교 음악 음반"(Best Contemporary Christian Music Album) 부문에서 그래미상 수상을 함으로써, 5번째 아메리칸 아이돌 출신 그래미상 수상자가 되었다.

## 음반 목록
- True Beauty(2007)
- It's Christmas(2008)
- Freedom(2009)
- What If We Were Real(2011)
- Overcomer(2013)
- Out of the Dark(2017)